# Lopezia pumila
Lopezia pumila är en dunörtsväxtart som beskrevs av Aimé Bonpland. Lopezia pumila ingår i släktet enmansblommor, och familjen dunörtsväxter. Inga underarter finns listade i Catalogue of Life.